# Cinq Familles (Le Parrain)
Pour les articles homonymes, voir Cinq Familles.
Les Cinq Familles sont les cinq familles mafieuses qui dominent l'ère de New York dans l'univers du Parrain (roman de Mario Puzo et film de Francis Ford Coppola).
Ces familles sont inspirées de la réalité avec les Cinq familles de New York (les Bonanno, Colombo, Genovese, Gambino et Lucchese), familles italo-américaines du crime.

## LesCorleone
- Les Don de la famille Corleone :
  - Vito Corleone :                  1920 - 1945
  - Sonny Corleone : (Acting Don)    1945 - 1946
  - Vito Corleone :                  1946 - 1952
  - Michael Corleone : (Acting Don)  1952 - 1955
  - Michael Corleone :               1955 - 1958
  - Tom Hagen : (Acting Don)         1958 - 1959
  - Michael Corleone :               1959 - 1980
  - Vincent Mancini-Corleone:       1980 - ??
- Fondateur : Vito Corleone
- Année de création : 1920's
- Territoires : Manhattan , Brooklyn, Bronx, Long Beach, Las Vegas, Reno, Miami

## LesTattaglia
- Les Don de la famille Tattaglia:
  - 1930 - 1955
  - Rico Tattaglia:                   1955 - 1961
  - Osvaldo Altobello:                  1961 - 1980
- Fondateur : Philip Tattaglia
- Année de création : 1920's
- Territoires : Brooklyn et Manhattan

## LesBarzini
- Les Don de la famille Barzini:
  - 1930 - 1955
  - Paulie Fortunato:                 1955 - 19??
- Fondateur : Emilio Barzini (Capo di tutti capi)
- Année de création : 1934
- Territoires : Manhattan, Staten Island, Brooklyn, Queens, Bronx et Westchester

## LesCuneo
- Les Don de la famille Cuneo:Jacques Cuneo:                    1??? - 1955
  - Ottilio Cuneo:                    1930 - 1980
- Fondateurs : Ottilio & Carmine Cuneo
- Année de création : 1920's
- Territoires : Bronx, Manhattan et Upstate New York

## LesStracci
- Les Don de la famille Stracci::                   1??? - 1955
  - Anthony Stracci:                  1930 - 1980
- Fondateurs : Victor & Anthony Stracci
- Année de création : 1920's
- Territoires : Staten Island, New York City et New Jersey